# OneTaste
OneTaste est une organisation enseignant la méditation orgasmique (Orgasmic Meditation) et la dynamique hommes-femmes, fondée à San Francisco par Nicole Daedone en 2001. Nicole Daedone, qui avait fait des études de sémantique a l'université continuait à étudier avec des professeurs de yoga, la Kabbale, et la méditation bouddhiste, et avec Ray Vetterlein, qui avait été à son tour inspiré par Morehouse. OneTaste gérait auparavant deux « centres de retraite urbains », l'un dans le quartier Soma de San Francisco, et l'autre dans le quartier Lower East Side à New York. En 2011, l'organisation a déménagé au quartier Union Square de San Francisco où les membres du personnel créent du média, des cours, des stages le temps d'un weekend, et un programme de coaching. L'objectif de l'organisation est de « créer un environnement où la sexualité, les relations et l'intimité pourraient être discutés ouvertement et en toute honnêteté. »

## Principe
« Orgasmic Meditation » (ou « OM ») est un terme inventé par Nicole Daedone pour désigner une pratique de pleine conscience et de concentration dans laquelle l'objet de la méditation est le contact entre le bout du doigt et le sexe. L'OM est pratiquée en couple. La pratique consiste à caresser le clitoris de sa partenaire pendant 15 min doucement et lentement. L'attention est portée sur le point de contact. Les deux partenaires se concentrent sur leurs sensations. Bien que les pratiquants peuvent être des deux sexes et que la pratique puisse aller dans les deux sens, l'accent de la méditation orgasmique semble être sur l'orgasme féminin par la stimulation subtile et délibérée du clitoris. Les deux partenaires, cependant, peuvent vraisemblablement partager la sensation et l'épanouissement à travers une sorte de « plaisir de l'écoute de l'autre ». Les partisans de la méditation orgasmique prétendent que l'OM englobe plus que l'orgasme tout court et qu'il facilite une plus grande conscience émotionnelle, des relations interpersonnelles améliorées, et le sentiment de plénitude,.
Dans le presse, la méditation orgasmique a été comparée à des pratiques tantriques : « L'idée, semblable à celle du sexe tantrique bouddhiste, est d'étendre le climax sensuelle. »  Nicole Daedone a déclaré en entrevue que la méditation orgasmique emprunte aussi à d'autres traditions, y compris le yoga, et d'autres formes de méditation, et elle le considère comme un élément central de ce qu'elle appelle le « Slow Sex,,. Les partisans soutiennent que cette pratique facilite des orgasmes plus intenses et plus profonds, étend la capacité de ressentir le plaisir ainsi que d'autres sensations, et favorise une plus grande prise de conscience personnelle et une meilleure connexion interpersonnelle. D'autres décrivent des effets plus limités, tels que simplement « être plus en contact avec son corps ». Certains de ceux qui ont participé ou assisté à la pratique signalent un sentiment d'inconfort ou d'inopportunité. « J'ai essayé en vain de faire le lien entre un monastère zen austère, rempli de moines silencieux qui méditent sur le néant, d'une part, et ce que je venais de voir, de l'autre. »

## Pratique
La pratique de la méditation orgasmique se fait à deux. Une personne se couche, nue jusqu'à la taille, tandis que l'autre se met à son côté. La personne assise caresse lentement et délibérément avec le bout de son doigt le clitoris ou le sexe de l'autre. Typiquement, les pratiquants portent des gants en latex ou en caoutchouc. La session dure quinze minutes et est chronométrée avec précision. Les deux partenaires concentrent leur attention sur le point de contact, et se contentent de ressentir la sensation qui est présente. Si l'esprit s'égare, on ramène son attention au point de contact et aux sensations immédiates. Les pratiquants de la méditation orgasmique soutiennent que cette pratique nourrit le système limbique, la partie du cerveau partagée avec d'autres mammifères et associée aux émotions, à l'empathie et à la motivation. Lorsque la session OM est terminée, les deux partenaires partagent leurs expériences verbalement,.
OM nécessite un partenaire, et se distingue donc de la masturbation, pour deux raisons. En premier, l'esprit doit être détendu, cédant à l'expérience plutôt que cherchant à produire les sensations souhaitées. Deuxièmement, la résonance entre les deux partenaires est essentielle à l'expérience de la sensation partagée. OM est habituellement pratiquée indépendamment d'autres rapports sexuels, souvent dans un lieu autre que la chambre à coucher. Nicole Daedone décrit le OM, à la différence des préliminaires, comme une pratique qui « permet à une femme d'atteindre un plateau de sensation ». Un journaliste britannique a conjecturé que « l'OM est une forme de récalibrage qui prépare le corps pour des rapports sexuels meilleurs et plus intenses ». Dans un entretien intitulé « La libération sexuelle n’a libéré que les mœurs, pas le plaisir » le journaliste scientifique et écrivain belge Elisa Brune a dit : « une Américaine, Nicole Daedone, vient d’écrire le livre « Slow sex »... C’est une sexualité lente, comme un niveau d’eau qui monte dans un lac et puis après ça, on peut avoir un rapport sexuel qui procure des sensations complètement différentes. »

## Slow Sex
Le New York Times dépeint Daedone comme dirigeant un mouvement de Slow Sex qui soi-disant « privilège quasi exclusivement le plaisir féminin - dans lequel l'amour, la romance et même le flirt ne sont plus nécessaires. » Daedone établit des parallèles entre Slow Sex et le mouvement Slow Food (Nourriture Lente) associé au chef de cuisine Alice Waters de Chez Panisse. Avec la sexualité, comme dans la nourriture, dit-elle, les gens peuvent abuser sans se nourrir, ou errer d'un extrême de consommation irréfléchie, à l'autre extrême de l'abnégation.
Dans une interview avec le magazine 7x7 de San Francisco, Daedone déclare que le Slow Sex englobe la méditation et la sexualité orgasmique consciente en général. Elle dit que Slow Sex n'est pas défini par la vitesse ou la quantité de temps consacré, mais plutôt à ces trois ingrédients :
- la qualité de l'attention à ce qui est réellement présent, plutôt que de se fixer sur un objectif ;
- la simplicité, en enlevant des éléments superflus en faveur de la sensation pure ;
- l'exploration du désir en apprenant à le reconnaître et à l'exprimer.

En 2011, Daedone a publié Slow Sex: L'Art et Artisanat de l'orgasme féminin, que l'on a décrit comme « élevant l'orgasme féminin à un niveau de pratique religieuse et spirituelle. » Le livre mêle des exercices pratiques, des anecdotes et des explications plus détaillées sur les caractéristiques de la Sexualité Lente. En plus d'une description détaillée de la définition en trois points ci-dessus, le livre souligne certaines caractéristiques distinctives de Slow Sex, qui valorise le bien-être au-delà des apparences, le désir au-delà de l'obligation, l'attention à la sensation au-delà des fantasmes, et l'augmentation de la sensation par la concentration plutôt que par la pression ou la vitesse.
Le livre commence en affirmant que « chaque femme est orgasmique », une fois la définition phallocrate de l'orgasme comme "moment d'apogée" élargie pour inclure « la capacité du corps à recevoir et à répondre au plaisir », et même « une source de pouvoir, d'où je pourrais puiser l'énergie dont j'avais besoin pour découvrir qui j'étais et comment je voulais vivre ma vie. » Beaucoup des lieux communs du « Self Help » sexuel, y compris les vibromasseurs, les fantasmes et le jeu de rôle, ne figurent pas dans le Slow Sex.
Une revue sur le site Salon.com se demande si ces idées et ces pratiques feront appel uniquement à des « cercles avant-garde » ou à un public plus large en général. L'article a noté la demande pour un « Viagra féminin« », avec un marché estimé à 2 milliards de dollars US, et des nombreuses enquêtes qui signalent l'insatisfaction des femmes et la basse fréquence de l'orgasme. L'étude conclut que « la philosophie de Daedone est un contrepoint rafraîchissant à la pornographie typique, mais c'est certainement difficile d'imaginer que l'Américain Moyen se mettra a pratiquer la méditation orgasmique. »
Slow Sex présente une série de dix jours d'exercices chronométrés, composées essentiellement de séances de 15 minutes d'OM, chacune avec un thème différent, se terminant sur le partage des expériences : des instants de sensation des deux partenaires. Le livre affirme que la pratique du Slow Sex n'est proposée ni comme solution à un problème, ni remède pour les pathologies telle que la baisse de libido ou l'incapacité à atteindre l'orgasme. « Le sexe n'est pas un problème ... Le paradigme du juste/faux est lui-même faux, car le sexe est une forme d'art. »

## Controverses
En octobre 2018, OneTaste est accusée aux États-Unis par ses employés et membres d'exploiter la détresse des individus afin de vendre ses cours.
Les centres ont été fermés selon plusieurs medias américains.
NETFLIX a fait un reportage dont le titre est Orgasmique : le business One Taste et qui porte sur toutes les dérives et abus de cette secte.
Le FBI a ouvert une enquête, qui est toujours en cours.
OneTaste s'est depuis renommé « The Institut of OM ».